# عبور الخط (كتاب)
عبور الخط: قوانين، عنف، وحواجز أمام التعبير السياسي الفلسطيني هو كتاب واقعي من تأليف أمل بشارة، الكتاب عبارة عن إثنوغرافيا للتعبير السياسي للمواطنين الفلسطينيين في إسرائيل والفلسطينيين في الضفة الغربية المحتلة، بناءً على البحث الميداني الذي أجرته أمل بشارة في المنطقة، نشر عن مطبعة جامعة ستانفورد في عام 2022، وتلقى مراجعات إيجابية.

## خلفية
أمل بشارة هي أستاذ مشارك في الأنثروبولوجيا في جامعة تافتس وأمريكية من أصول فلسطينية. أجرت بحثًا ميدانيًا سابقًا حول الصحافة في الضفة الغربية خلال الانتفاضة الثانية، أثناء سفرها إلى الجليل لزيارة عائلتها. وتوج هذا البحث بكتابها الأول "قصص خلفية: إنتاج الأخبار الأمريكية والسياسة الفلسطينية". أمضت أكثر من 20 عامًا في إجراء العمل الميداني في الأراضي الفلسطينية المحتلة إسرائيل، مما دفعها إلى رؤية الطرق التي يختبر بها الفلسطينيون التعبير السياسي والعمل بطرق مختلفة اعتمادًا على موقعهم وخلفيتهم.
نشر هذا الكتب عن مطبعة جامعة ستانفورد [الإنجليزية] في عام 2022، ويقع في 350 صفحة.

## ملخص
عبور الخط هو إثنوغرافيا للجوانب السياسية لعرب 48 والفلسطينيين في الضفة الغربية المحتلة، ويستكشف الكتاب على وجه التحديد تجزئة الفلسطينيين وارتباطهم بين هاتين المنطقتين وخارجهما. وبدلاً من مقارنة المناطق، تقول أمل أن "التهديدات الواضحة للتعبير في أجزاء مختلفة من فلسطين تفاقم القيود المفروضة على التعبير لجميع الفلسطينيين".
ويتناول الفصل الأول معنى اسم فلسطين ودلالاته المتغيرة عبر الزمن. ويستكشف كل فصل لاحق طريقة مختلفة للتعبير وكيفية استخدامها على جانبي الخط الأخضر. وتشمل هذه الاحتجاجات في اللد وبيت لحم ضد حرب غزة عام 2014، وإحياء ذكرى يوم النكبة في مواقع مختلفة، والحداد على الفيسبوك للفلسطينيين الذين قتلوا على يد القوات الإسرائيلية، وتبادل الصور الفوتوغرافية التي نظمتها أمل بين يافا ومخيم عايدة للاجئين، وأعمال القرابة والرعاية خلال السجن. تفصل بين الفصول مقاطع سردية تروي فيها أمل تجربتها في عبور الخط الأخضر.

## استقبال
أوصت مجلة تشوز [الإنجليزية] بعبور الخط في عام 2023، ووصفه بأنه عمل بحثي نقدي وكاشف، وأشادت المجلة بإمكانية وصوله إلى عامة القراء وكذلك الأكاديميين. أشادت مجلة الأنثروبولوجيا السياسية والقانونية التابعة لالرابطة الأمريكية للأنثروبولوجيا بأن كتاباتها ذات "تفاصيل حية".

### الأعمال المذكورة
- Bishara, Amahl (23 May 2023). "Amahl A. Bishara, Crossing a Line: Laws, Violence, and Roadblocks to Palestinian Political Expression (New Texts Out Now)". مجلة جدلية (بالإنجليزية). Archived from the original on 2024-03-14. Retrieved 2024-03-14.
- Kawar، Leila (يوليو 2023). "Meanings of Palestinian Peoplehood". Against the Current [الإنجليزية]. ج. 38 ع. 3: 42–44. مؤرشف من الأصل في 2024-03-14. {{استشهاد بدورية محكمة}}: الوسيط غير المعروف |بواسطة= تم تجاهله يقترح استخدام |عبر= (مساعدة)
- Khoury, Maria; Bishara, Amahl (23 May 2023). "Author Interview: Amahl Bishara on "Crossing a Line: Laws, Violence, and Roadblocks to Palestinian Political Expression"". مؤسسة الدراسات الفلسطينية (بالإنجليزية). Archived from the original on 2024-03-14. Retrieved 2024-03-14.
- Murray, Nancy (Oct 2023). "Crossing a Line: laws, violence and roadblocks to Palestinian political expression By Amahl Bishara and Palestine Hijacked: how Zionism forged an apartheid state from river to sea By Thomas Suárez". Race & Class (بالإنجليزية). 65 (2): 113–118. DOI:10.1177/03063968231178250. ISSN:0306-3968. Archived from the original on 2024-03-14.
- Musaraj, Smoki; Canfield, Matthew (Nov 2022). "Book Review Editorial: Emerging Themes in Legal and Political Anthropology". PoLAR: Political and Legal Anthropology Review (بالإنجليزية). 45 (2): 304–310. DOI:10.1111/plar.12507. ISSN:1081-6976. Archived from the original on 2024-03-14.
- Rowe، P. (فبراير 2023). "Bishara, Amahl A.: Crossing a line: laws, violence, and roadblocks to Palestinian political expression". CHOICE: Current Reviews for Academic Libraries. ج. 60 ع. 6: 622. {{استشهاد بدورية محكمة}}: الوسيط غير المعروف |بواسطة= تم تجاهله يقترح استخدام |عبر= (مساعدة)